# Зв'язок в Австрії
Зв'язо́к в А́встрії перебуває на досить високому рівні завдяки добре розвиненим телефонним мережам, великій кількості радіостанцій та телеканалів, а також розвиненому сегменту інтернету.

## Інфраструктура загалом
Телефонна система добре розвинена та досить ефективна: попри високу вартість, поширені оптоволоконні з'єднання. Доступний весь спектр телефонних та Інтернет-послуг. У країні є 15 великих наземних супутникових станцій та 600 станцій VSAT. Також Австрія вивела на орбіту два телекомунікаційних супутники Intelsat (один над Атлантикою, один над Індійським океаном) та один Eutelsat.

## Телефонний зв'язок

### Виділені лінії
- Телефонний код: 43[1]
- Кількість виділених ліній: 3,4 млн. (47-ме місце в світі на 2011 рік)[1]
- Більшість виділених ліній — аналогові, решта — ISDN-лінії.
- Від середини 1990-х, з розвитком мобільного зв'язку, спостерігається зниження використання виділених ліній[1].

### Мобільний зв'язок
У країні налічується 7,6 млн абонентів мобільного зв'язку (60-те місце в світі на 2011 рік). Конкуренція на австрійському ринку мобільних послуг досить висока, а ціни є одними з найнижчих у Європі. Від 2008 року в країні почала діяти послуга перенесення мобільних номерів, яка дозволяє абонентам зберігати свій номер при переключенні на іншого оператора, що призвело до припинення використання для ідентифікації абонента в мережі регіональних кодів, характерних для кожного оператора.
У країні налічується три покоління телефонних мереж:
- Перше покоління: D-Netz від Telekom Austria. Мережа припинила існування наприкінці 1990-х.
- Друге покоління: три загальнонаціональних GSM-мережі, що підтримують мобільних операторів віртуальних мереж. Це A1, раніше відома як Mobilkom (мережі GSM-900m, GSM-1800 і UMTS, підтримує операторів bob, B-Free та Red Bull Mobile); T-Mobile, раніше відома як max mobil (мережі GSM-900, GSM-1800 та UMTS, підтримує оператора telering), та Orange, до вересня 2008 року відома як One (мережі GSM-1800 та UMTS, від кінця 2011 року належить бренду Drei/Hutchinson Whampoa, підтримує оператора Yess!).
- Третє покоління: Drei, належить гонконзькій компанії <i>Hutchinson Whampoa</i>.

## Інтернет
Домен верхнього рівня для Австрії — .at. Для сайтів, пов'язаних з Віднем, розглядається можливість використання як домену верхнього рівня «.wien». На австрійському ринку широкосмугового доступу до інтернету переважають провайдери DSL, які швидко випередили провайдерів кабельного доступу. Оператори мобільного зв'язку, що використовують технології UMTS/HSDPA та LTE, швидко набирають силу через жорстку конкуренцію на ринку. SDSL та доступ через оптоволокно також доступні.
Станом на 2012 рік у країні:
- 37 інтернет-провайдерів (ISP);
- 6,7 млн користувачів інтернету (50-те місце в світі); 81 % населення (29-те місце в світі)[4];
- 2,074 млн абонентів фіксованого широкосмугового доступу (41-ше місце в світі); 25,2 % населення (33-тє місце в світі)[5];
- 4,56 млн абонентів мобільного зв'язку (40-ве місце в світі); 55,5 % населення (23-тє місце в світі)[6];
- 3,5 млн інтернет-хостів (30-те місце в світі)[1];
- 300 000 абонентів ADSL.

Основні інтернет-провайдери:
- Telekom Austria[7],
- UPC[8],
- Tele2[9],
- kabelPlus — надає послуги кабельного доступу у Відні та околицях[10].

Типові швидкості доступу — до 30 Мбіт/с для звантаження та 5 Мбіт/с вивантаження DSL (до 50 Мбіт/с для звантаження через VDSL), і до 100 Мбіт/с для звантаження і 10 Мбіт/с вивантаження при кабельному доступі.
У країні є також низка дрібніших інтернет-провайдерів, які надають послуги в міському чи районному масштабі, а також у масштабі країни. Найвідоміші:
- Hotze.com у Тіролі;
- Xpirio в Каринтії та Штирії;
- i3b/Ascus Telekom — доступний по всій країні.

Деякі інтернет-провайдери пропонують доступ на швидкості 100 Мбіт/с за технологією DOCSIS 3.0 (коаксіальний кабель) або FTTH.
Для фіксованого широкосмугового зв'язку найпоширенішими є тарифні плани з фіксованою ставкою. Деякі кабельні та DSL провайдери надають знижки студентам закладів вищої освіти. Більшість тарифних планів є безлімітними.

## Радіо та телебачення

### Радіо
У країні налічується дві AM-радіостанції, 160 FM-радіостанцій та одна короткохвильова радіостанція. Є кілька сотень FM-повторювачів. 1997 року в країні налічувалося 6,08 млн радіоприймачів. Головним радіомовником є державна компанія Österreichischer Rundfunk. Перші комерційні радіостанції з'явилися в 1990-ті роки. Найпопулярнішими державними радіостанціями є Ö1, Hitradio Ö3 та FM4, також діє регіональна мережа Ö2.

### Телебачення
У країні налічується 45 телевізійних каналів і більш ніж 1000 повторювачів. 1997 року налічувалося 4,25 млн. телеприймачів. Головним телемовником є державна компанія Österreichischer Rundfunk. Перші комерційні телеканали з'явилися в 1990-ті роки. Найпопулярнішими державними телеканалами є ORF eins, ORF 2 (регіональне мовлення), ORF 2 Europe, ORF III, ORF Sport+ та 3sat. Популярні комерційні телеканали: ATV, Puls 4 та Servus TV.